# Suzuki GSX 750 Inazuma
Suzuki GSX 750 Inazuma je motocykl firmy Suzuki kategorie nakedbike, vyráběný v letech 1998–2001. Konkurenci představují Honda CB 750 a Kawasaki Zephyr 750. Vzhledově velmi podobný je silnější model Suzuki GSX 1200 Inazuma.

## Popis
Nakedbike klasické koncepce se vzduchem a olejem chlazeným řadovým čtyřválcem plněným čtyřmi karburátory Keihin o průměru 32 mm, dvěma tlumiči vzadu místo centrálního tlumiče, elegantně vykrojenou nádrží a centrálním stojanem. Vzhledem k nižší výšce sedla a jeho užšímu tvaru je vhodný i pro jezdce menších postav a ženy. Nezáludný motocykl, i přes vyšší hmotnost vhodný i pro začátečníky.

## Technické parametry pro Suzuki GSX 750 Inazuma modelový rok 2001
- Rám: dvojitý kolébkový ocelový
- Suchá hmotnost: 189 kg
- Pohotovostní hmotnost: 201 kg
- Maximální rychlost: 212 km/h